# Cantone di Sainte-Hermine
Il Cantone di Sainte-Hermine era una divisione amministrativa dell'arrondissement di Fontenay-le-Comte.
È stato soppresso a seguito della riforma complessiva dei cantoni del 2014, che è entrata in vigore con le elezioni dipartimentali del 2015.
Comprendeva i comuni di:
- La Caillère-Saint-Hilaire
- La Chapelle-Thémer
- La Jaudonnière
- La Réorthe
- Saint-Aubin-la-Plaine
- Sainte-Hermine
- Saint-Étienne-de-Brillouet
- Saint-Jean-de-Beugné
- Saint-Juire-Champgillon
- Saint-Martin-Lars-en-Sainte-Hermine
- Thiré